# 3211 Louispharailda
A 3211 Louispharailda (ideiglenes jelöléssel 1931 CE) a Naprendszer kisbolygóövében található aszteroida. George Van Biesbroeck fedezte fel 1931. február 10-én.